# James Grant (Texas)
Pour les articles homonymes, voir Grant.
James Grant, né le 28 juillet 1793 à Ross-shire en Écosse et mort le 2 mars 1836 pendant la bataille d'Agua Dulce, est un politicien, médecin et militaire américain d'origine écossaise. Il était une figure majeure de la révolution texane.